# Марат Сафин
Мара̀т Миха̀йлович Са̀фин (на руски: Марат Михайлович Сафин) е руски тенисист от татарски произход, роден в Москва на 27 януари 1980 г. Професионалист е от 1997 г. От турнирите с висока категория има спечелени 15 титли на сингъл, две от които от Големия шлем, както и една на двойки с партньор Роджър Федерер. На 20 ноември 2000 се изкачва до номер едно в световната ранглиста, където прекарва общо девет седмици (20 ноември 2000 – 3.12.2000, 29 януари 2001 – 25 февруари 2001, 2 април 2001 – 22 април 2001).

## Биография
Родителите на Сафин също са тенисисти. Майка му, Рауза Исланова, е една от най-добрите тенисистки на Съветския съюз. Именно тя е негова треньорка, когато Марат започва да се занимава с тенис на шестгодишна възраст. Марат тренира в тенис клуб „Спартак“, чийто собственик е баща му Михаил Алексеевич. Този клуб е отправна точка към големия тенис и за други звезди като Евгени Кафелников, Анна Курникова, Елена Дементиева и Анастасия Мискина. Сестрата на Сафин, Динара, също е тенисистка. Любопитно е, че преди Динара да стане известна, много хора мислят, че сестра на Сафин е популярната певица Алсу Сафина, която също е етническа волжка татарка и има брат, който се казва Марат. Сафин и семейството му са мюсюлмани.
Едва четиринадесетгодишен, Сафин заминава за Валенсия. Талантът му не остава незабелязан и след като подписва договор за спонсорство с „Bank of New York“ започва да тренира в школата на Панчо Алварес.

## Кариера
Първото участие на Сафин в турнир на АТП е през ноември 1997 г. в Москва, където губи в първия кръг от датчанина Кенет Карлсен. Марат попада за първи път в светлината на прожекторите през 1998 г., когато прави фурор на Ролан Гарос. Там той побеждава последователно Андре Агаси, Густаво Куертен и Даниел Вачек, преди да отпадне от Седрик Пиолин. През тази година Марат бива избран за Новак на годината на АТП.
Сафин печели турнира в Бостън през 1999 г. През 2000 г. следват още три титли, преди да надделее над Пийт Сампрас на финала на Откритото първенство на САЩ. Тази година е най-силната за Сафин в кариерата му, защото той печели още три титли от турнири на АТП и през месец ноември става най-младият дотогава водач в ранглистата на АТП. Същата година е избран за Най-проспериращ тенисист на годината на АТП, както и за Новак на годината на Световните спортни награди Лауреус, известни още като спортните Оскари. Освен това е обявен за човека с най-голям прогрес в класацията на списание „Пипъл“ за най-интригуващи хора през 2000 г.
Специалистите виждат в него новата суперзвезда на световния тенис, но поредица от контузии прекъсва устрема му и дори се стига дотам, Сафин да пропусне по-голямата част от сезон 2003.
През 2002 и 2006 г. Сафин е с основен принос за спечелването на Купа Дейвис, съответно срещу Франция и Аржентина.
Марат играе на още три финала от Големия шлем, и трите в Австралия през 2002, 2004 и 2005, като печели последния от тях, надделявайки над Лейтън Хюит в 4 сета. Освен двете си титли от Големия шлем, той има и 13 победи в турнири от АТП на сингъл (от общо 22 участия на финал), в това число и пет от сериите Мастърс (8 финала). На двойки има една спечелена титла от общо пет участия на финал. През 2000 и 2004 г. играе полуфинал на Мастърс Къп.
Сафин е известен с буйния си нрав на корта. Счупил е немалко ракети, удряйки ги в земята когато играта не му върви. През 2004 г. на турнира Ролан Гарос дори си сваля шортите до коленете след спечелена точка в мача срещу Феликс Мантиля. Въпреки тези си спонтанни прояви, а може би заради тях, Сафин е харесван от феновете на тениса.

### Треньори
От шестгодишна възраст в продължение на седем години треньорка на Марат е неговата майка. Първият му професионален треньор е Рафаел Менсуа, с когото работят заедно от началото на престоя му във Валенсия до началото на 2000 г. Според Сафин това е една от личностите, повлияли най-много над него като играч и човек. Следващият му треньор е Александър Волков, бивш руски тенисист, за когото Марат казва, че е един от най-близките му приятели на и извън корта. Двамата бързо се сработват и резултатът не закъснява – 2000 г. е най-успешната за Сафин със седем спечелени титли. През 2001 г. Сафин започва да тренира с Матс Виландер, шведски тенисист, осемкратен победител в турнири от Големия шлем. Съвместната им работа е преустановена след Откритото първенство на Австралия през 2002 г. заради факта, че Виландер е възпрепятстван да прекарва повече време със Сафин поради семейни причини и участието му в турнири за вече отказали се тенисисти. Следва кратка работа с Марк Росе и по-късно с Денис Голованов. От април 2004 Сафин наема за треньор шведа Петер Лундгрен, който е бивш треньор на Роджър Федерер. С него Марат тренира до август 2006 г.

## Кариерна статистика

#### Титли отГолям шлем(2)
| година | турнир       | съперник     | резултат           |
| ------ | ------------ | ------------ | ------------------ |
| 2000   | ОП САЩ       | Пийт Сампрас | 6–4, 6–3, 6–3      |
| 2005   | ОП Австралия | Лейтън Хюит  | 1–6, 6–3, 6–4, 6–4 |

#### Финали на турнири отГолям шлем(2)
| година | турнир       | съперник       | резултат                |
| ------ | ------------ | -------------- | ----------------------- |
| 2002   | ОП Австралия | Томас Йохансон | 6–3, 4–6, 4–6, 6–7(4–7) |
| 2004   | ОП Австралия | Роджър Федерер | 6–7(3–7), 4–6, 2–6      |

#### Титли оттурнири от сериите Мастърс(5)
| година | турнир        | съперник във финала | резултат                           |
| ------ | ------------- | ------------------- | ---------------------------------- |
| 2000   | Канада Оупън  | Харел Леви          | 6–2, 6–3                           |
| 2000   | Париж Мастърс | Марк Филипусис      | 3–6, 7–6(9–7), 6–4, 3–6, 7–6(10–8) |
| 2002   | Париж Мастърс | Лейтън Хюит         | 7–6(7–4), 6–0, 6–4                 |
| 2004   | Мадрид Оупън  | Давид Налбандиян    | 6–2, 6–4, 6–3                      |
| 2004   | Париж Мастърс | Радек Щепанек       | 6–3, 7–6(7–5), 6–3                 |

#### Финали натурнири от сериите Мастърс(3)
| година | турнир         | съперник във финала | резултат                     |
| ------ | -------------- | ------------------- | ---------------------------- |
| 1999   | Париж Мастърс  | Андре Агаси         | 6–7(1–7), 2–6, 6–4, 4–6      |
| 2000   | Германия Оупън | Густаво Куертен     | 4–6, 7–5, 4–6, 7–5, 6–7(3–7) |
| 2002   | Германия Оупън | Роджър Федерер      | 1–6, 3–6, 4–6                |

### ATP финали (15 титли; 27 финала)
|        | П–З   | Година | Турнир                   | Клас-серии     | Настилка   | Опонент            | Резултат                           |
| ------ | ----- | ------ | ------------------------ | -------------- | ---------- | ------------------ | ---------------------------------- |
| Победа | 1–0   | 1999   | Ю Ес Про Чемпиъншипс     | Световни серии | Твърда     | Грег Руседски      | 6–4, 7–6(13–11)                    |
| Загуба | 1–1   | 1999   | Париж Мастърс            | Супер 9        | Килим (з)  | Андре Агаси        | 6–7(1–7), 2–6, 6–4, 4–6            |
| Победа | 2–1   | 2000   | Барселона Оупън          | Межд. Голд     | Клей       | Хуан Карлос Фереро | 6–3, 6–3, 6–4                      |
| Победа | 3–1   | 2000   | Валенсия Оупън           | Световни серии | Клей       | Микаел Тилстрьом   | 6–4, 6–3                           |
| Загуба | 3–2   | 2000   | Германия Оупън           | Мастърс        | Клей       | Густаво Куертен    | 4–6, 7–5, 4–6, 7–5, 6–7(3–7)       |
| Победа | 4–2   | 2000   | Канада Оупън (Торонто)   | Мастърс        | Твърда     | Харел Леви         | 6–2, 6–3                           |
| Загуба | 4–3   | 2000   | Индианаполис Чемпиъншипс | Межд. Голд     | Твърда     | Густаво Куертен    | 6–3, 6–7(2–7), 6–7(2–7)            |
| Победа | 5–3   | 2000   | ОП САЩ                   | Голям шлем     | Твърда     | Пийт Сампрас       | 6–4, 6–3, 6–3                      |
| Победа | 6–3   | 2000   | Ташкент Оупън            | Международни   | Твърда     | Давиде Сангвинети  | 6–3, 6–4                           |
| Победа | 7–3   | 2000   | Санкт Петербург Оупън    | Международни   | Твърда (з) | Доминик Хърбати    | 2–6, 6–4, 6–4                      |
| Победа | 8–3   | 2000   | Париж Мастърс            | Мастърс        | Килим (з)  | Марк Филипусис     | 3–6, 7–6(9–7), 6–4, 3–6, 7–6(10–8) |
| Загуба | 8–4   | 2001   | Дубай Чемпиъншипс        | Межд. Голд     | Твърда     | Хуан Карлос Фереро | 2–6, 3–6                           |
| Победа | 9–4   | 2001   | Ташкент Оупън            | Международни   | Твърда     | Евгени Кафелников  | 6–2, 6–2                           |
| Победа | 10–4  | 2001   | Санкт Петербург Оупън    | Международни   | Твърда (з) | Райнер Шютлер      | 3–6, 6–3, 6–3                      |
| Загуба | 10–5  | 2002   | ОП Австралия             | Голям шлем     | Твърда     | Томас Йохансон     | 6–3, 4–6, 4–6, 6–7(4–7)            |
| Загуба | 10–6  | 2002   | Германия Оупън           | Мастърс        | Клей       | Роджър Федерер     | 1–6, 3–6, 4–6                      |
| Победа | 11–6  | 2002   | Париж Мастърс            | Мастърс        | Килим (з)  | Лейтън Хюит        | 7–6(7–4), 6–0, 6–4                 |
| Загуба | 11–7  | 2003   | Барселона Оупън          | Межд. Голд     | Клей       | Карлос Моя         | 7–5, 2–6, 2–6, 0–3, отказва се     |
| Загуба | 11–8  | 2004   | ОП Австралия             | Голям шлем     | Твърда     | Роджър Федерер     | 6–7(3–7), 4–6, 2–6                 |
| Загуба | 11–9  | 2004   | Португалия Оупън         | Международни   | Клей       | Хуан Игнасио Чела  | 7–6(7–2), 3–6, 3–6                 |
| Победа | 12–9  | 2004   | Чайна Оупън              | Международни   | Твърда     | Михаил Южни        | 7–6(7–4), 7–5                      |
| Победа | 13–9  | 2004   | Мадрид Оупън             | Мастърс        | Твърда (з) | Давид Налбандиян   | 6–2, 6–4, 6–3                      |
| Победа | 14–9  | 2004   | Париж Мастърс            | Мастърс        | Килим (з)  | Радек Щепанек      | 6–3, 7–6(7–5), 6–3                 |
| Победа | 15–9  | 2005   | ОП Австралия             | Голям шлем     | Твърда     | Лейтън Хюит        | 1–6, 6–3, 6–4, 6–4                 |
| Загуба | 15–10 | 2005   | Хале Оупън               | Международни   | Трева      | Роджър Федерер     | 4–6, 7–6(8–6), 4–6                 |
| Загуба | 15–11 | 2006   | Купа на Кремъл           | 250 серии      | Килим (з)  | Николай Давиденко  | 4–6, 7–5, 4–6                      |
| Загуба | 15–12 | 2008   | Купа на Кремъл           | 250 серии      | Твърда (з) | Игор Куницин       | 6–7(6–8), 7–6(7–4), 3–6            |

### Титли и участия на финал

#### Титли на сингъл (3)
| №  | Дата              | Турнир                | Противник            | Резултат      |
| 1. | 26 август 1996    | Овиедо, Испания 7     | Давид Санчес-Муньос  | 6:3, 6:0      |
| 2. | 23 септември 1996 | Торелавега, Испания 8 | Хуан-Игнасио Караско | 6:4, 3:6, 6:3 |
| 3. | 8 септември 1997  | Еспиньо, Португалия   | Стефан Хюет          | 7:5, 6:0      |

| Легенда                                |
| Голям шлем (2)                         |
| Мастърс Къп (0)                        |
| Серии Мастърс (5)                      |
| АТП Тур (8+1)                          |
| Чалънджър (1+1)                        |
| Турнир от сателитна тенис верига (2+1) |

#### Загубени финали на сингъл (3)
| №  | Дата              | Турнир                | Противник                | Резултат      |
| 1. | 16 септември 1996 | Торелавега, Испания 8 | Салвадор Наваро-Гутиерас | 6:7, 0:6      |
| 2. | 3 март 1997       | Тераса, Испания 3     | Салвадор Наваро-Гутиерас | 6:2, 1:6, 4:6 |
| 3. | 6 април 1998      | Неапол, Италия        | Давиде Сангинети         | 4:6, 4:6      |

#### Титли на двойки (4)
| №  | Дата             | Турнир               | Партньор         | Противник                   | Резултат      |
| 1. | 23 юни 1997      | Амерсфоорт, Холандия | Мартин Веркерк   | Мариано Хууд Себастиан Уайз | 6:3, 6:4      |
| 2. | 9 февруари 1998  | Волфсбург, Германия  | Душан Вемич      | Ян-Ралф Брант Томас Месмер  | 6:4, 4:6, 6:2 |
| 3. | 15 юли 2001      | Гстаад, Швейцария    | Роджър Федерер   | Майкъл Хил Джеф Таранго     | 0:1 (отк.)    |
| 4. | 14 октомври 2007 | Москва, Русия        | Дмитрий Турсунов | Томаш Цибулец Ловро Зовко   | 6:4, 6:2      |

#### Загубени финали на двойки (5)
| №  | Дата             | Турнир                 | Партньор        | Противник                               | Резултат         |
| 1. | 10 февруари 1997 | Картагена, Испания 2   | Хуан Гинер      | Хуан-Игнасио Караско Маркос Рой-Хирарди | 4:6, 6:7         |
| 2. | 14 ноември 1999  | Москва, Русия          | Андрей Медведев | Джъстин Гимелстоб Даниел Вачек          | 2:6, 1:6         |
| 3. | 28 октомври 2001 | Санкт Петербург, Русия | Иракли Лабадзе  | Денис Голованов Евгени Кафелников       | 5:7, 4:6         |
| 4. | 27 октомври 2002 | Санкт Петербург, Русия | Иракли Лабадзе  | Дейвид Адамс Джаред Палмър              | 6:7(10), 3:6     |
| 5. | 12 юни 2005      | Хале, Германия         | Йоахим Йохансон | Ив Алегро Роджър Федерер                | 5:7, 7:6(6), 3:6 |

#### Отборни титли (2)
| №  | Дата            | Турнир               | Съотборници                                                         | Противник | Резултат |
| 1. | 1 декември 2002 | Купа Дейвис, Франция | Евгени Кафелников, Михаил Южни, Андрей Столяров, Шамил Тарпишев (к) | Франция   | 3 – 2    |
| 2. | 3 декември 2006 | Купа Дейвис, Русия   | Николай Давиденко, Дмитрий Турсунов, Михаил Южни, Игор Андреев      | Аржентина | 3 – 2    |

#### Загубени финали на отборни първенства (3)
| №  | Дата        | Турнир                                     | Съотборници                        | Противник | Резултат |
| 1. | 21 май 2000 | Световна отборна купа, Дюселдорф, Германия | Евгени Кафелников                  | Словакия  | 0 – 3    |
| 2. | 21 май 2001 | Световна отборна купа, Дюселдорф, Германия | Евгени Кафелников                  | Австралия | 1 – 2    |
| 3. | 25 май 2002 | Световна отборна купа, Дюселдорф, Германия | Евгени Кафелников, Андрей Черкасов | Аржентина | 0 – 3    |

### Класиране в ранглистата в края на годината
| Година | 1997 | 1998 | 1999 | 2000 | 2001 | 2002 | 2003 | 2004 | 2005 | 2006 | 2007 | 2008 |
| Сингъл | 194  | 48   | 25   | 2    | 11   | 3    | 77   | 4    | 13   | 26   | 56   | 29   |
| Двойки | -    | -    | 108  | 108  | 86   | 107  | 277  | 165  | 265  | 128  | 173  | 310  |

### Участия на турнири от Големия шлем
| Турнир                          | 1997  | 1998  | 1999  | 2000   | 2001   | 2002   | 2003  | 2004  | 2005   | 2006  | 2007  | Съотношение победи/загуби* |
| ------------------------------- | ----- | ----- | ----- | ------ | ------ | ------ | ----- | ----- | ------ | ----- | ----- | -------------------------- |
| Открито първенство на Австралия | -     | -     | 3к    | 1к     | 4к     | Ф      | 3к    | Ф     | Ш      | -     | 3к    | 28 – 6                     |
| Открито първенство на Франция   | -     | 4к    | 4к    | ЧФ     | 3к     | ПФ     | -     | 4к    | 4к     | 1к    | 2к    | 24 – 9                     |
| Уимбълдън                       | -     | 1к    | -     | 2к     | ЧФ     | 2к     | -     | 1к    | 3к     | 2к    | 3к    | 11 – 8                     |
| Открито първенство на САЩ       | -     | 4к    | 2к    | Ш      | ПФ     | 2к     | -     | 1к    | -      | 4к    |       | 20 – 6                     |
| Съотношение победи/загуби*      | 0 – 0 | 6 – 3 | 6 – 3 | 12 – 3 | 14 – 4 | 13 – 4 | 2 – 0 | 9 – 4 | 12 – 2 | 4 – 3 | 5 – 3 | 83 – 29                    |

* В статистиката не са включени случаите на отказване поради контузия или когато Сафин е преминал директно без игра в следващия кръг (walkover).
Хк = х-ти кръг, ЧФ = четвъртфинал, ПФ = полуфинал, Ф = финал, Ш = шампион